# 谢尔日
谢尔日（法語：Cierges，法語發音：[sjɛʁʒ]）是法国上法蘭西大區埃纳省的一个市镇，位于该省南部，属于蒂耶里堡区。

## 地理
谢尔日（49°10'5"N, 3°35'55"E）面积8.22 平方千米，位于法国上法蘭西大區埃纳省，该省份为法国北部内陆省份，北起北部省，西接索姆省和瓦兹省，东临阿登省和马恩省，西南至塞纳-马恩省，东北部与比利时接壤。
与谢尔日接壤的市镇（或旧市镇、城区）包括：库隆日-科昂、库尔蒙、塔德努瓦地区弗雷讷、古桑库尔、龙谢尔、塞尔日、圣热姆。

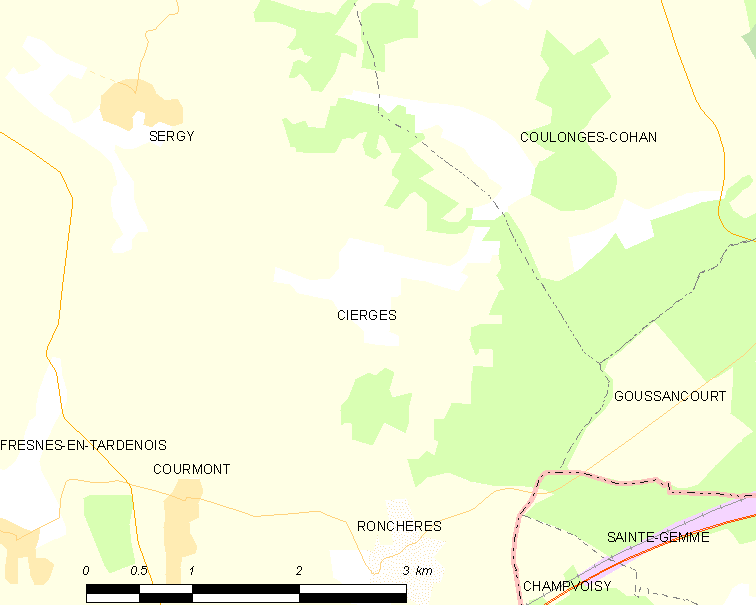
谢尔日的OSM定位图

谢尔日的时区为UTC+01:00、UTC+02:00（夏令时）。

## 行政
谢尔日的邮政编码为02130，INSEE市镇编码为02193。

## 政治
谢尔日所属的省级选区为塔德努瓦地区费尔县。

## 人口

1962-2008年间谢尔日人口变化图示

谢尔日于2022年1月1日时的人口数量为64人。